# Carlos Gastaldi
Carlos Gustavo Gastaldi (nacido en Rosario el 15 de agosto de 1970) es un exfutbolista argentino. Jugaba como defensor y su primer club fue Rosario Central. También participó de un Mundial juvenil vistiendo la casaca de Argentina.

## Carrera
Hijo de un dirigente canalla, fue un valor promisorio en inferiores, al punto de haber jugado la Copa Mundial de Fútbol Juvenil de 1989. Pero la oportunidad de jugar en primera le llegó recién en 1992, y nada menos que en un clásico ante Newell's Old Boys, disputado el 7 de octubre, con Gastaldi jugando de titular marcando punta derecha. Fue victoria de Central 2-1, con goles del Puma Rodríguez y Hugo Galloni. Sus participaciones en primera no se extendieron mucho más, ya que jugó sólo otros dos encuentros y dejó el club para irse a Talleres de Córdoba, en el torneo de Primera B Nacional. En la temporada 1994/95 firmó para Newell's, donde sólo llegó a jugar en reserva. Luego pasó por Tigre.

## Clubes
| Club                | País      | Año       |
| ------------------- | --------- | --------- |
| Rosario Central     | Argentina | 1992-1993 |
| Talleres de Córdoba | Argentina | 1993-1994 |
| Newell's Old Boys   | Argentina | 1994-1995 |
| Tigre               | Argentina | 1995-1996 |

## Selección nacional
Disputó cuatro encuentros durante la Copa Mundial de Fútbol Juvenil de 1989. La Selección Argentina quedó eliminada en cuartos de final.

### Participaciones en Torneos FIFA
| Copa                | Sede           | Resultado        | PJ | Goles |
| ------------------- | -------------- | ---------------- | -- | ----- |
| Mundial sub-20 1989 | Arabia Saudita | Cuartos de final | 4  | 0     |

#### Detalle de partidos
| Fecha | Instancia        | Estadio           | Rival   | Resultado |
| ----- | ---------------- | ----------------- | ------- | --------- |
| 17-02 | Primera Fase     | Taif              | España  | 1-2       |
| 19-02 | Primera Fase     | Taif              | Noruega | 2-0       |
| 22-02 | Primera Fase     | Taif              | Irak    | 0-1       |
| 25-02 | Cuartos de final | al-Faisal, Jeddah | Brasil  | 0-1       |